# Universal Sports Palace Molot
L'Universal Sports Palace Molot (in russo Универсальный Дворец спорта Молот?) è una arena polivalente situata nella città di Perm'.
L'Arena venne aperta nel 1966, e ristrutturato nel 1989, ospitando le partite del Molot-Prikam'e Perm', e delle squadre di pallacanestro dell'Ural Great Perm' (dal 1998 al 2005), e in tempi recenti del Parma Perm'.
Al suo interno si svolgono anche manifestazioni culturali, eventi e concerti.